# Benifato
Benifato es un pequeño municipio de la Comunidad Valenciana (España) situado en el interior de la provincia de Alicante, en la comarca de la Marina Baja y en el Valle de Guadalest. Cuenta con 156 habitantes (INE 2015).

## Geografía
Enclavado en el Valle de Guadalest. Desde Alicante se accede por la AP-7 o la N-332 tomando en Benidorm la CV-70.
El término municipal de Benifato limita con los términos de Beniardá, Benimantell, Confrides y Sella.

## Historia
Tiene su origen en una alquería musulmana que después de la conquista quedó adscrita al señorío de Guadalest y conservó su población morisca. La expulsión de los moriscos de 1609 la dejó despoblada. Una lenta recuperación demográfica la llevó a los 375 habitantes que había en 1877. Después comenzó un continuo descenso que la llevó a 117 habitantes empadronados en 1991. La población ha aumentado ligeramente desde los años 1990.

## Geografía humana

### Demografía
Cuenta con una población de 144 habitantes (INE 2024).
| Gráfica de evolución demográfica de Benifato entre 1842 y 2021                                                        |
| |
| Población de derecho según los censos de población del INE. Población de hecho según los censos de población del INE. |

| Población | 335 | 375 | 349 | 334 | 285 | 268 | 306 | 252 | 194 | 164 | 120 | 117 | 148 | 165 | 188 |

### Economía
La única actividad económica que se registra es la agricultura de secano, basada en el olivo, el almendro y el níspero.

## Política
| Periodo   | Nombre                       | Partido |
| --------- | ---------------------------- | ------- |
| 1979-1983 | Ramón Romá Ordines           | UCD     |
| 1983-1987 | Ramón Romá Ordines           | IND     |
| 1987-1991 | Ramón Romá Ordines           | IND     |
| 1991-1995 | Ramón Romá Ordines           | CDS     |
| 1995-1999 | José Francisco Fracés Fracés | EU-EV   |
| 1999-2003 | José Francisco Fracés Fracés | BNV     |
| 2003-2007 | Enrique Ponsoda Fracés       | PP      |
| 2007-2011 | Enrique Ponsoda Fracés       | PP      |
| 2011-2015 | David Blanes Fraces          | PP      |
| 2015-2019 | David Blanes Fraces          | PP      |
| 2019-2023 | David Blanes Fraces          | PP      |
| 2023-act. | David Blanes Fraces          | PP      |

## Monumentos y lugares de interés
- Iglesia parroquial de San Miguel. Edificio de interés arquitectónico.
- Font de Partegat. Área recreativa en el corazón de la Sierra Aitana.

## Fiestas
- Fiestas de los Jóvenes (en valenciano, Festes dels Joves). Se celebran el primer fin de semana de julio en honor a san Pedro.

- Fiestas Patronales. Se celebran el último fin de semana de agosto en honor a san Miguel.

- Feria de San Miguel. Se celebra el último domingo de septiembre. Con motivo de la festividad de san Miguel Arcángel, se realizan actuaciones de música regional, animación de calles, degustaciones gastronómicas, exposiciones, espectáculos de cetrería, entre otros actos.[4]